# University of Southern California Men's Volleyball
La University of Southern California Men's Volleyball è la squadra di pallavolo maschile appartenente alla University of Southern California, avente sede a Los Angeles. Milita nella NCAA Division I.

## Storia
La squadra di pallavolo maschile della University of Southern California inizia le proprie attività nel 1977, centrando già nello stesso anno la finale della NCAA Division I, vinta contro la Ohio State University. La seconda finale arriva già 1979, ma questa volta la vittoria va alla University of California, Los Angeles; le due squadre si affrontano nelle due finali successive, vincendo una volta ciascuna.
Nella seconda metà degli anni ottanta arrivano ben quattro finali consecutive: nel 1985 e nel 1986 la squadra si deve arrendere in entrambe le finali alla Pepperdine University, mentre nel 1987 sono ancora gli UCLA Bruins ad avere la meglio sui Trojans, che però rifanno nella finale del 1988, battendo la University of California, Santa Barbara.
Nel 1990 e nel 1991 i Trojans raggiungono nuovamente la finale, battendosi contro la California State University, Long Beach e vincendo il loro quarto titolo nella prima finale, senza però riuscire a bissare il successo nella seconda. Successivamente il programma di pallavolo maschile raggiunge altre due finali nel 2009 e nel 2012, ma in entrambe le sfide a trionfare è la University of California, Irvine.

## Palmarès
- NCAA Division I: 4

1977, 1980, 1988, 1990